# 776
Раннє Середньовіччя. У Східній Римській імперії триває правління Лева IV Хозара. Карл Великий править Франкським королівством. Північ Італії належить Франкському королівству, Рим і Равенна під управлінням Папи Римського, герцогства на південь від Римської області незалежні, деякі області на півночі та на півдні належать Візантії. Піренейський півострів, окрім Королівства Астурія, займає Кордовський емірат. В Англії триває період гептархії. Центр Аварського каганату лежить у Паннонії. Існують слов'янські держави: Карантанія та Перше Болгарське царство.
Аббасидський халіфат займає великі території в Азії та Північній Африці. У Китаї править династія Тан. В Індії почалося піднесення імперії Пала. У Японії триває період Нара. Хазарський каганат підпорядкував собі кочові народи на великій степовій території між Азовським морем та Аралом. Територію на північ від Китаю займає Уйгурський каганат.
На території лісостепової України в VIII столітті виділяють пеньківську й корчацьку археологічні культури. У VIII столітті тривало швидке розселення слов'ян. У Північному Причорномор'ї співіснують різні кочові племена, зокрема булгари, хозари, алани, авари, тюрки, кримські готи.

## Події
- Франкський король Карл Великий здійснив похід в Італію, де повстав герцог Фріульський Гродгауд. Карл поклав край повстанню і стратив Гродгауда. З герцогом Сполетським Гільдепрандом він підписав мир.
- Карл опублікував свій перший італійський капітулярій, в якому йшлося про заходи боротьби з голодом, що виник після завоювання Ломбардії франками та про припинення работоргівлі.
- Потім Карл повернувся в Саксонію, де тривають Саксонські війни. Сакси знову скорилися йому, але потім вони знову повстануть.
- Візантійський василевс Лев IV Хозар викрив змову зведеного брата Никифора й оголосив співправителем свого сина Костянтина VI.
- Битва при Отфорді сил Мерсії і Кенту.